# Porina norrlinii
Porina norrlinii är en lavart som beskrevs av Vain. Porina norrlinii ingår i släktet Porina och familjen Porinaceae.   Inga underarter finns listade i Catalogue of Life.